# Breuville
 Breuville  es una población y comuna francesa, en la región de Baja Normandía, departamento de Mancha, en el distrito de Cherbourg-Octeville y cantón de Bricquebec.

## Demografía
| 266 | 238 | 221 | 292 | 361 | 351 |
| Para los censos de 1962 a 1999 la población legal corresponde a la población sin duplicidades (Fuente: INSEE [Consultar]) |     |     |     |     |     |